# Олешня (приток Беседи)
Оле́шня (бел. Але́шня) — река в Костюковичском районе Могилёвской области Белоруссии и Красногорском районе Брянской области России, правый приток реки Беседи (бассейн Днепра).
Длина реки — 41 км, площадь водосборного бассейна — 276 км². Средний наклон водной поверхности 0,8 м/км. Высота устья над уровнем моря — менее 129,8 м.
Начинается к западу от выселенной деревни Самотевичи в Белоруссии, затем пересекает границу России и течёт по территории Брянской области, где и впадает в Беседь к северу от деревни Заборье. В верховье на протяжении 7,6 км канализирована. Водосбор в основном на Оршанско-Могилёвской равнине.
На берегах реки находятся деревни Силичи, Видуйцы, Папоротная, Вяжновка, Заборье. У деревни Медведи впадает правый приток Десенка.